# Moussy (Val-d'Oise)
Moussy é uma comuna francesa na região administrativa da Ilha de França, no departamento do Vale do Oise. Estende-se por uma área de 4.75 km². Em 2010 a comuna tinha 127 habitantes (densidade: 26,7 hab./km²).